# آزمایشگاه سیار

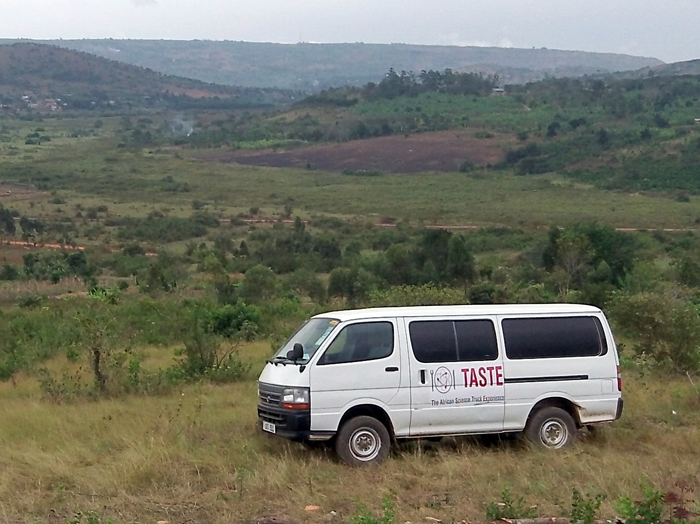

آزمایشگاه سیّار (به انگلیسی: Mobile laboratory)، مجموعهٔ امدادی ویژه‌ای است که کاربردهای مختلفی را در شرایط عادی و بحرانی دارا است. طراحی اولیه این سازه‌ها به همراه تجهیزات داخلی آن، اساساً برای مصارف نظامی و شرایط غیرمترقبه بوده‌است و لیکن از آن می‌توان جهت به کار برد. از مزایای آزمایشگاه سیّار، امکان حمل و نقل آسان در شرایط مختلف است که مورد توجه مراکز درمانی و امدادی است و در شرایط گوناگون متناسب با اهداف تعریف شده سازمانی است.